# Abdoulkader Thiam
Abdoulkader Thiam (ur. 3 października 1998 w Makamie) – mauretański piłkarz grający na pozycji środkowego obrońcy. Od 2021 jest zawodnikiem klubu US Boulogne.

## Kariera klubowa
Swoją karierę piłkarską Thiam rozpoczął w juniorach klubu AS Monaco. W latach 2015–2018 grał w jego rezerwach. W 2018 roku przeszedł do US Orléans. Początkowo był zawodnikiem jego rezerw, a następnie w 2019 stał się również członkiem pierwszego zespołu. 22 lutego 2019 zadebiutował w nim w Ligue 2 w wygranym 2:0 domowym meczu z FC Sochaux-Montbéliard. W sezonie 2019/2020 spadł z Orléans do Championnat National. W klubie tym grał do końca sezonu 2020/2021.
Latem 2020 Thiam przeszedł do US Boulogne. Swój debiut w nim zaliczył 6 sierpnia 2021 w zremisowanym 1:1 domowym meczu z FC Chambly Oise.
| Sezon   | Klub         | Kraj    | Rozgrywki              | Mecze | Gole |
| ------- | ------------ | ------- | ---------------------- | ----- | ---- |
| 2015/16 | AS Monaco B  | Francja | CFA                    | 1     | 0    |
| 2016/17 | AS Monaco B  | Francja | CFA                    | 0     | 0    |
| 2017/18 | AS Monaco B  | Francja | Championnat National 2 | 11    | 0    |
| 2018/19 | US Orléans   | Francja | Ligue 2                | 3     | 0    |
| 2018/19 | US Orléans B | Francja | Championnat National 3 | 15    | 2    |
| 2019/20 | US Orléans   | Francja | Ligue 2                | 7     | 0    |
| 2019/20 | US Orléans B | Francja | Championnat National 3 | 2     | 0    |
| 2020/21 | US Orléans   | Francja | Championnat National   | 5     | 0    |

## Kariera reprezentacyjna
W reprezentacji Mauretanii Thiam zadebiutował 24 marca 2018 w wygranym 2:0 towarzyskim meczu z Gwineą, rozegranym w Nawakszucie. W 2019 roku był w kadrze na Puchar Narodów Afryki 2019, jednak na tym turnieju nie rozegrał żadnego meczu. W 2022 roku został powołany do kadry na Puchar Narodów Afryki 2021. Na tym turnieju rozegrał dwa mecze grupowe: z Gambią (0:1) i z Tunezją (0:4).